# AACTA (премія)
«Премія Австралійської академії кінематографа і телебачення» (англ. Australian Academy of Cinema and Television Arts Award, AACTA) — австралійська премія, яка щорічно вручається Австралійською академією кінематографу і телебачення. Нагорода відзначає найкращі, на думку академіків, кінематографічні та телевізійні твори, а також акторів, режисерів і сценаристів. Премія вважається найвищою нагородою Австралії в царині кіно і телебачення і вручається щорічно з 1958 року.
У 1958—2010 роках премія мала назву Нагороди австралійського кіноінституту (англ. Australian Film Institute Awards, AFI Awards) і її присуджував Австралійський кіноінститут.
Спочатку премія складалася з шести категорій і тридцяти номінантів, але в 1986 році нагороду було розширено і відтоді вона охоплює не лише кіно, але і телебачення. Часто премію називають «Австралійським Оскаром».

## Історія
У 1958 році нагороди AFI присуджували лише за документальні фільми. У 1960-му нагороду було розширено із включенням експериментальних стрічок (категорія існувала до 1990 року), з 1969-го повнометражних художніх, та з 1970-го короткометражних фільмів; у 1986 році премію було розширено на телевізійну продукцію.
У січні 2012 року після заснування Австралійської академії кінематографу і телебачення нагороди AFI було замінено преміями AACTA.

## Категорії нагороди

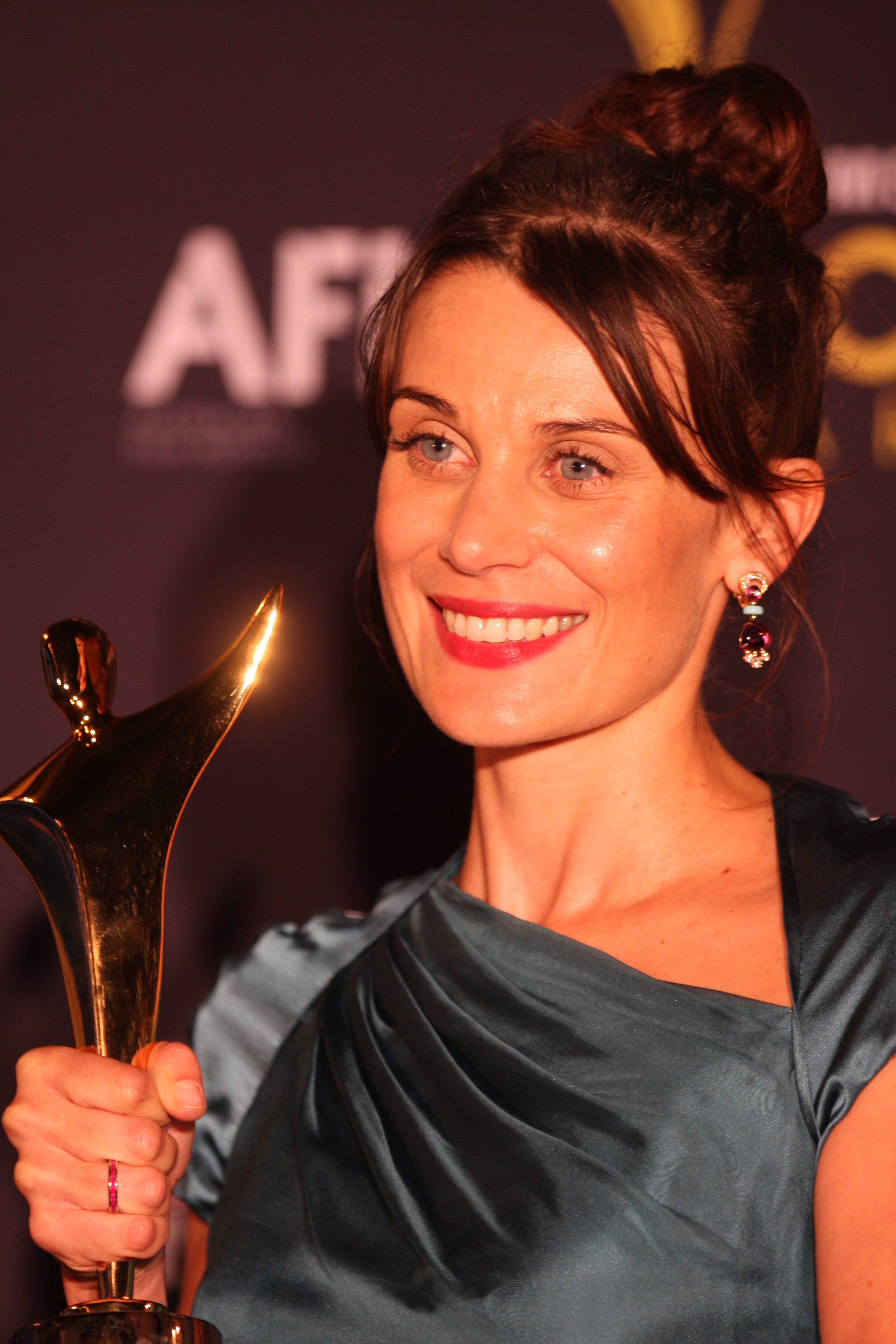
Акторка Діана Гленн з нагородою AACTA, 2012.

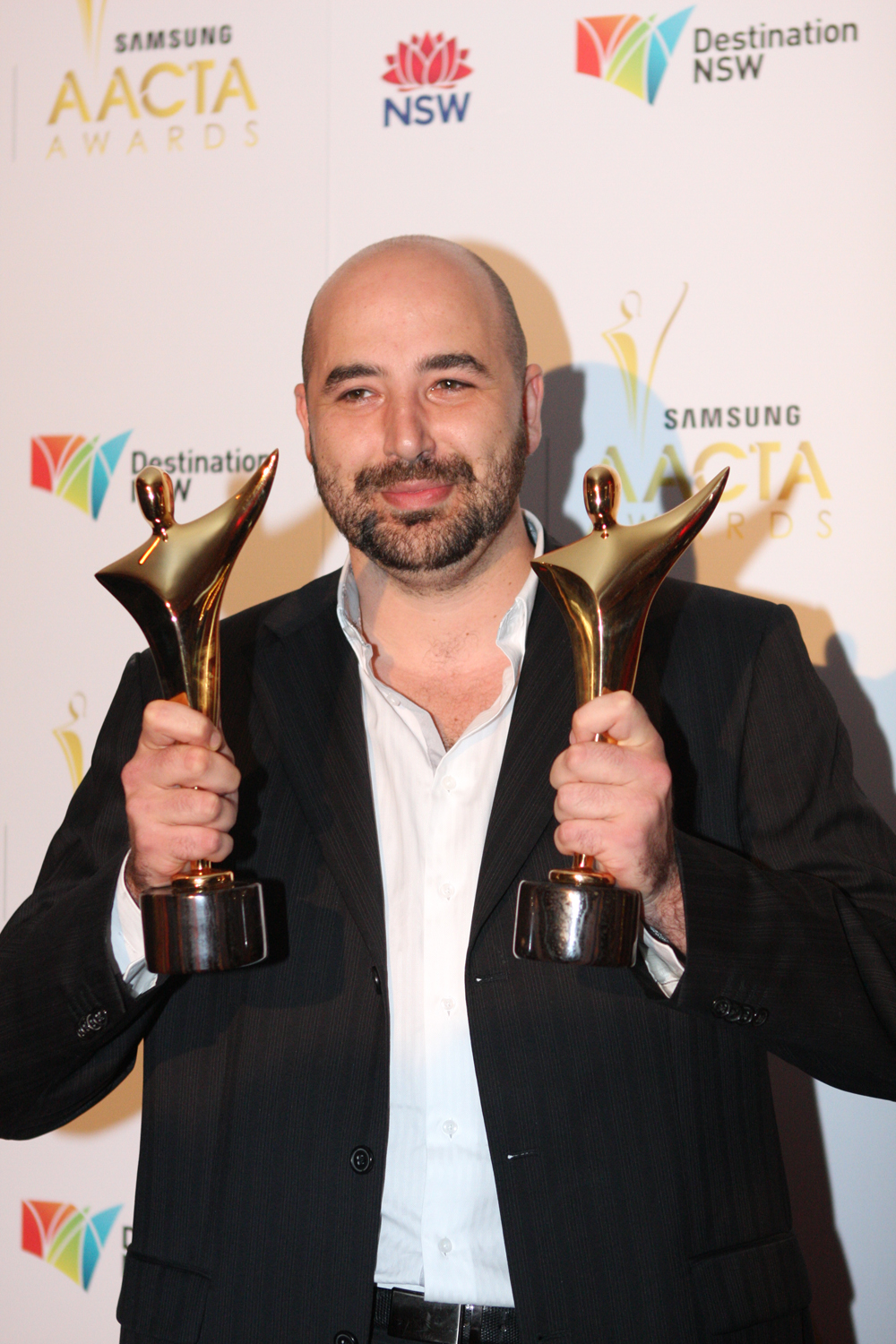
Кінорежисер Ентоні Марас з нагородами AACTA за найкращий сценарій короткометражного фільму та найкращий короткометражний ігровий фільм, 2012.

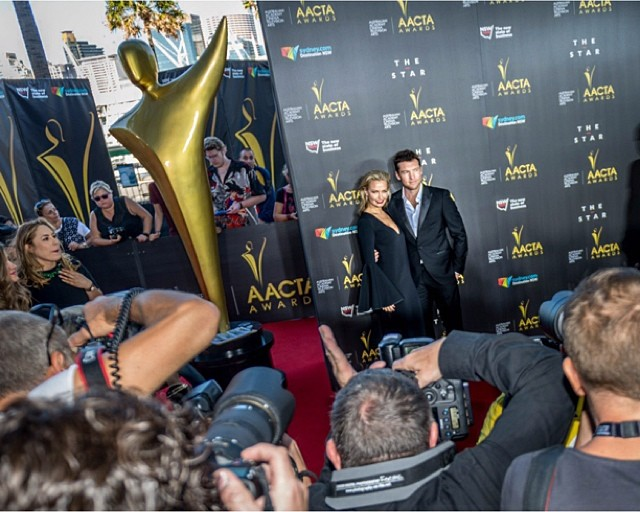
Статуетка премії AACTA на червоній килимовій доріжці в 2014 році.

### Кінематограф
Ігрове кіно
| Категорія                             | Оригінальна назва                     | Рік  |
| ------------------------------------- | ------------------------------------- | ---- |
| Найкращий фільм                       | Best Film                             | 1969 |
| Найкраща режисерська робота           | Best Direction                        | 1971 |
| Найкраща акторка в головній ролі      | Best Lead Actress                     | 1971 |
| Найкращий актор в головній ролі       | Best Lead Actor                       | 1971 |
| Найкраща акторка в ролі другого плану | Best Supporting Actress               | 1976 |
| Найкращий актор в ролі другого плану  | Best Supporting Actor                 | 1976 |
| Найкращий адаптований сценарій        | Best Adapted Screenplay               | 1978 |
| Найкращий оригінальний сценарій       | Best Original Screenplay              | 1978 |
| Найкраща оригінальна музика до фільму | Best Original Music Score             | 1974 |
| Найкраще звукове оформлення фільму    | Best Achievement in Sound             | 1977 |
| Найкращі декорації до фільму          | Best Achievement in Production Design | 1977 |
| Найкращий дизайн костюмів             | Best Costume Design                   | 1977 |
| Найкращий монтаж фільму               | Best Editing                          | 1976 |
| Найкраща операторська робота          | Best Cinematography                   | 1976 |
| Приз глядацьких симпатій              | Members' Choice Award                 | 2009 |

Міжнародні нагороди AACTA
| Категорія                    | Оригінальна назва                       | Рік  |
| ---------------------------- | --------------------------------------- | ---- |
| Найкращий фільм              | Best Film — International               | 2011 |
| Найкращий актор              | Best Actor — International              | 2011 |
| Найкраща акторка             | Best Actress — International            | 2011 |
| Найкраща актор другого плану | Best Suppporting Actor — International  | 2012 |
| Найкраща актор другого плану | Best Supporting Actress — International | 2012 |
| Найкраща режисерська робота  | Best Direction — International          | 2011 |
| Найкращий сценарій           | Best Screenplay — International         | 2011 |

Спеціальні нагороди
| Категорія                  | Оригінальна назва               | Рік  |
| -------------------------- | ------------------------------- | ---- |
| Премія Байрона Кеннеді     | Byron Kennedy Award             | 1984 |
| Премія Реймонда Лонгфорда  | Longford Lyell Award            | 1968 |
| Найкращий молодий актор    | Best Young Actor                | 2006 |
| Найкращі візуальні ефекти  | Best Visual Effects             | 1991 |
| Найкращі екранні інновації | Screen Content Innovation Award | 2009 |

### Телебачення
| Категорія                          | Оригінальна назва                                 | Рік  |
| ---------------------------------- | ------------------------------------------------- | ---- |
| Найкращий драматичний серіал[B]    | Best Drama Series                                 | 1991 |
| Найкращий комедійний серіал[A]     | Best Comedy Series                                | 2003 |
| Найкращий дитячий серіал[C]        | Best Children's Series                            | 1991 |
| Найкращий дитяча анімація          | Best Children's Animation                         | 2009 |
| Найкращий телефільм, мінісеріал[D] | Best Telefeature, Mini Series or Short Run Series | 1986 |
| Найкраще розважальне телешоу       | Best Light Entertainment Series                   | 2003 |
| Найкраще реаліті-шоу               | Best Reality Television Series                    | 2012 |

### Застарілі нагороди
| Категорія                                                         | Оригінальна назва                                | Роки      |
| ----------------------------------------------------------------- | ------------------------------------------------ | --------- |
| Найкращий документальний фільм                                    | Best Feature Length Documentary                  | 2009-2011 |
| Найкращий документальний фільм тривалістю до години               | Best Documentary Under One Hour                  | 2009-2011 |
| Найкращий документальний серіал                                   | Best Documentary Series                          | 2009-2011 |
| Найкращий режисер — Документальний фільм                          | Best Director — Documentary                      | 1998-2011 |
| Найкращий оператор — Документальний фільм                         | Best Cinematography — Documentary                | 1998-2011 |
| Найкращий монтаж — Документальний фільм                           | Best Editing — Documentary                       | 1998-2011 |
| Найкращий звук — Документальний фільм                             | Best Sound — Documentary                         | 1998-2011 |
| Найкращий короткометражний ігровий фільм                          | Best Short Fiction Film                          | 1979-2011 |
| Найкращий короткометражний анімаційний фільм                      | Best Short Animation                             | 1979-2011 |
| Найкращий сценарій короткометражного фільму                       | Best Screenplay in a Short Film                  | 1979-2011 |
| Міжнародна нагорода за видатні досягнення в царині кінематографії | International Award for Excellence in Filmmaking | 2005-2009 |
| Нагорода за глобальні досягнення                                  | Global Achievement Award                         | 2001-2007 |
| Найкращий іноземний фільм                                         | Best Foreign Film                                | 1992-2004 |
| Приз журі                                                         | Jury Prize                                       | 1976-1984 |
| Найкращий експериментальний фільм                                 | Best Experimental Film                           |           |
| Найкращий телевізійний документальний фільм                       | Best Television Documentary                      |           |